# Aeres
Aeres is een groene kennisinstelling met onderwijs, onderzoek en commerciële activiteiten als kerntaken. Aeres heeft alle niveaus van beroepsonderwijs in huis: praktijkonderwijs, vmbo, mbo, hbo, master en contractonderwijs. Tevens biedt Aeres mogelijkheden voor loopbaanontwikkeling en arbeidsbemiddeling binnen de agri- en foodsector.

## Onderdelen
- Aeres Hogeschool: Almere, Dronten & Wageningen
- Aeres MBO: Almere, Barneveld, Buitenpost, Ede, Emmeloord, Heerenveen, Lelystad, Leeuwarden, Maartensdijk, Nijkerk, Sneek, Velp
- Aeres VMBO: Almere, Barneveld, Buitenpost, Dronten, Ede, Emmeloord, Heerenveen, Leeuwarden, Nijkerk, Sneek, Velp
- Aeres Praktijkonderwijs: Emmeloord
- Aeres Training Centre: Barneveld (inclusief international), Ede, Emmeloord, Velp
- Aeres Farms: Dronten
- Aeres Agree: Dronten, Den Bosch, Velp
- Aeres Tech: Ede

De vestiging in Barneveld beschikt over een dierentuinvergunning. Dat betekent dat er voor de opleidingen Dierverzorging, Dier & Management en Paraveterinair les gegeven mag / kan worden met zoogdieren die niet op de positieflijst voor zoogdieren staan.

## Aantallen
- 1.946 medewerkers
- 13.895 leerlingen en studenten
- 26.761 deelnemers aan trainingen en cursussen
- Praktijkonderwijs en vmbo: 12 locaties
- Mbo: 11 locaties
- Hogeschool: 3 locaties
- Gehouden dieren: ruim 2000 (Barneveld)

## Naamgeving en geschiedenis
De naam Aeres is afgeleid van het woord 'Aer'. Dit staat in het Grieks en Latijn voor lucht, licht en ruimte. Daarmee staat deze naam symbool voor de verschillende instellingen binnen Aeres en de verbinding tussen kennis op verschillende niveaus. Met het bedrijfsleven en in de groene sector. Op een andere manier heeft de naam ook nog invulling, namelijk als Agricultural, Educational, Rural, Environmental Sciences: een verzameling van alle gebieden waarin Aeres zich beweegt.
Aeres is tussen 2004 en 2009 ontstaan uit fusies van het toenmalige Groenhorst College (nu Aeres (V)MBO), de Christelijke Agrarische Hogeschool (CAH, nu Aeres Hogeschool Dronten), Stoas Hogeschool (nu Aeres Hogeschool Wageningen) en PTC+ (nu Aeres Tech en Aeres Training Centre). De CAH en Stoas fuseerden in 2013 tot Vilentum Hogeschool en er ontstonden drie faculteiten in Dronten, Almere en Wageningen.
In 2020 fuseerde Aeres bestuurlijke met Nordwin College. Beide organisaties vormden één agrarisch opleidingscentrum (AOC), waarna in augustus 2021 een institutionele fusie plaatsvond. Met ingang van studiejaar 2021-2022 zijn de vestigingen van Nordwin College hernoemd naar Aeres VMBO en Aeres MBO.